# Orschwihr
Orschwihr je občina v departmaju Haut-Rhin francoske regije Alzacija.
Leta 2012 je v občini živelo 1.052 oseb oz. 148 oseb/km².